# Will Hill
Will Hill (* 3. September 1979) ist ein britischer Schriftsteller.

## Leben
Hill wurde in den späten 1970er Jahren geboren und wuchs im Nordosten Englands, in Lincolnshire, auf. Vor seiner schriftstellerischen Karriere arbeitete er mehrere Jahre im Verlagswesen.
Hill lebt derzeit mit seiner Freundin in London.

## Veröffentlichungen
- Department 19 (HarperCollins Children’s Books, 2011, ISBN 978-0-00-735446-7)
  - dt.: Department 19 – Die Mission (Bastei Lübbe, 2012, ISBN 978-3-7857-6080-2)
- Department 19: The Rising (HarperCollins Children’s Books, 2012, ISBN 978-0-00-735450-4)
  - dt.: Department 19 – Die Wiederkehr (Bastei Lübbe, 2013, ISBN 978-3-431-03878-1)
- Department 19: Battle Lines (HarperCollins Children’s Books, 2013, ISBN 978-0-00-735453-5)
  - dt.: Department 19 – Das Gefecht (Bastei Lübbe, 2014, ISBN 978-3-7857-6112-0)
- Department 19: Zero Hour (HarperCollins Children’s Books, 2014, ISBN 978-0-00-750585-2)
- Department 19: Darkest Night (HarperCollins Publishers, 2015, ISBN 978-0-00-750589-0)
- After The Fire (Usborne Publishing, 2017, ISBN 978-1-4749-2415-3)
  - dt.: After The Fire (dtv, 2020, ISBN 978-3-423-65032-8)